# Labidura
Genre
Synonymes
- Demogorgon Kirby, 1891[2]
- Forficesila Serville, 1831[2]

Labidura est un genre de dermaptères de la famille des Labiduridae.

## Liste des espèces
Selon  Species File (5 octobre 2019) :
- Labidura cryptera Liu, 1946
- Labidura dharchulensis Gangola, 1968
- Labidura elegans Liu, 1946
- Labidura herculeana (Fabricius, 1798)
- Labidura japonica (Haan, 1842)
- Labidura minor Boeseman, 1954
- Labidura orientalis Steinmann, 1979
- Labidura riparia (Pallas, 1773)
- Labidura xanthopus (Stal, 1855)